# Alen Pamić
Alen Pamić (Žminj, 15 oktober 1989 – Maružini, 21 juni 2013) was een Kroatisch voetballer. Hij stond onder contract bij NK Istra 1961.

## Carrière
Alen Pamić begon bij de club uit zijn geboortestreek. In 2006 werd de toen 16-jarige middenvelder in de eerste ploeg van derdeklasser NK Žminj opgenomen, maar veel speelkansen leverde dat niet op. Pamić viel centraal op het middenveld vooral op met zijn lengte. In 2007 verliet hij Žminj en verkaste hij naar reeksgenoot NK Karlovac. Daar groeide hij uit tot een vaste waarde. Na één seizoen ruilde hij de club in voor eersteklasser HNK Rijeka. Een serieuze stap vooruit, die hij vrij goed verteerde. Hij kreeg regelmatig de kans om zich te bewijzen en speelde meer dan 50 wedstrijden verdeeld over twee seizoenen. In juni 2010 raakte bekend dat hij zou getransfereerd worden naar Standard Luik. De Rouches legden zo'n € 750.000 op tafel voor de grote middenvelder.
Bij Standard raakte hij echter niet verder dan de beloften. In november 2010 speelde hij met hen tegen SV Zulte Waregem. Pamić kreeg een hartstilstand en viel ter plaatse op de grond. Pascal Angeli, vader van ploegmaat Arnor Angeli, snelde het veld op en begon de Kroaat te reanimeren. Pamić overleefde het voorval en werd vervolgens meteen naar het ziekenhuis gebracht. Even later verbrak Standard het contract van de speler.
Hij overleed op 21 juni 2013 aan hartfalen tijdens een wedstrijd in zijn geboorteland. Vóór zijn overlijden was Pamić speler van de club NK Istra 1961, waar hij trainde met de hoofdtrainer en zijn vader, Igor Pamić. Het nieuws bereikte ook Sepp Blatter die ook zijn condoleances overbracht.